# The Ever Passing Moment
The Ever Passing Moment est le cinquième album du groupe MxPx, publié le 16 mai 2000 sous l'étiquette A&M Records.

## Liste des morceaux
1. My Life Story – 2:44
2. Buildings Tumble – 2:45
3. Responsibility – 2:40
4. Two Whole Years – 2:43
5. Prove It to the World – 2:34
6. Educated Guess – 1:46
7. Is the Answer in the Question? – 2:10
8. The Next Big Thing – 2:26
9. Foolish – 2:53
10. One Step Closer to Life – 3:10
11. Unsaid – 3:00
12. Here With Me – 2:12
13. Without You – 2:37
14. It's Undeniable – 2:46
15. Misplaced Memories – 3:36